# Herbert Girardet
Herbert Girardet (Essen, 25 de maig de 1943) és un professor universitari i activista ecologista alemany. És especialista a fer que les ciutats siguin sostenibles. És autor, assessor i un prolífic realitzador de documentals, i ha treballat en l'àmbit de la sostenibilitat en molts països d'arreu del món.
És el president de la Schumacher Society (Regne Unit), membre honorari del RIBA, president d'honor de Soil Association i receptor del premi Global 500 de les Nacions Unides "per assoliments ambientals destacats". D'entre els seus vuit llibres, cal destacar: Earthrise, 1992; The Gaia Atlas of Cities, 1992; Creating Sustainable Cities, 1999, i Cities, People, Planet, 2004. Ha produït 50 documentals televisius sobre desenvolupament sostenible per a organismes de radiodifusió de tot el món. El 2003 va ser "pensador resident" a Adelaide, on va desenvolupar estratègies de sostenibilitat per a Austràlia Meridional. Actualment és professor visitant a la Universitat de Northúmbria, la Universitat de Middlesex i la Universitat de l'Oest d'Anglaterra.